# Лаагри (Таллин)
Ла́агри (эст. Laagri — «Лагерный») — микрорайон в районе Нымме города Таллина, столицы Эстонии. 

## География
Расположен в южной части Таллина. Граничит с микрорайоном Пяэскюла и посёлком Лаагри волости Сауэ. Площадь — 0,41 км². Плотность населения на 1 января 2023 года — 1951,2 чел/км².

## Улицы
В микрорайоне Лаагри проходят улицы бульвар Арукаскеде, бульвар Каскеде, бульвар Лехисте, улица Мянниметса, бульвар Паплиде, бульвар Паюде, улица Пыдра, бульвар Пярнаде, бульвар Таммеде, бульвар Саарвахтра, бульвар Соокаскеде.
Все улицы (кроме эст. Põdra ― Лосиная) носят названия деревьев: эст. Männimetsa ― улица Сосновая, бульвары эст. Arukaskede — Повислых берёз, эст. Кaskede ― Берёзовый, эст. Lehiste ― Лиственничный, эст. Paplide ― Тополиный, эст. Pajude ― Ивовый, эст. Pärnade ― Липовый, эст. Tammede ― Дубовый, эст. Saarvahtra ― Кленовый, эст. Sookaskede ― Пушистых берёз.

## Население
| Численность населения микрорайона Лаагри на 1 января по данным Регистра народонаселения | Численность населения микрорайона Лаагри на 1 января по данным Регистра народонаселения | Численность населения микрорайона Лаагри на 1 января по данным Регистра народонаселения | Численность населения микрорайона Лаагри на 1 января по данным Регистра народонаселения | Численность населения микрорайона Лаагри на 1 января по данным Регистра народонаселения | Численность населения микрорайона Лаагри на 1 января по данным Регистра народонаселения | Численность населения микрорайона Лаагри на 1 января по данным Регистра народонаселения | Численность населения микрорайона Лаагри на 1 января по данным Регистра народонаселения |
| 2008                                                                                    | 2010                                                                                    | 2011                                                                                    | 2012                                                                                    | 2013                                                                                    | 2014                                                                                    | 2015                                                                                    | 2016                                                                                    |
| --------------------------------------------------------------------------------------- | --------------------------------------------------------------------------------------- | --------------------------------------------------------------------------------------- | --------------------------------------------------------------------------------------- | --------------------------------------------------------------------------------------- | --------------------------------------------------------------------------------------- | --------------------------------------------------------------------------------------- | --------------------------------------------------------------------------------------- |
| 894                                                                                     | ↘877                                                                                    | ↗880                                                                                    | ↗929                                                                                    | ↗953                                                                                    | ↘935                                                                                    | ↘923                                                                                    | ↘913                                                                                    |
| 2017                                                                                    | 2018                                                                                    | 2019                                                                                    | 2020                                                                                    | 2021                                                                                    | 2022                                                                                    | 2023                                                                                    |                                                                                         |
| ↘906                                                                                    | ↘895                                                                                    | ↘880                                                                                    | ↘865                                                                                    | ↘852                                                                                    | ↘835                                                                                    | ↘800                                                                                    |                                                                                         |

## История
Район города получил свое название от лагеря для военнопленных, который располагался там во время Первой мировой войны и Эстонской освободительной войны. В 1928 году была открыта железнодорожная станция «Лаагри». В 1968 году эта территория была присоединена к городу Таллину.

## Учреждения
- Kaskede pst 22 — Таллинский детский сад «Казеке» (эст. Tallinna Lasteaed Kaseke);
- Männimetsa tee 53 — детский сад Лаагри (эст. Laagri Lasteaed).

## Общественный транспорт
В микрорайоне находятся две железнодорожные платформы «Лаагри», на которых останавливаются пригородные поезда компании «Elron» как в сторону Таллина, так и в сторону Кейла. Под платформами по тоннелю проходят пешеходный переход и велодорожка. Маршруты городских автобусов по территории Лаагри не проходят. Конечная остановка «Лаагри» автобуса № 18, следующего от торгового центра «Виру Кескус», расположена на территории микрорайона Пяэскюла.
- Бывшее здания железнодорожного вокзала «Лаагри» в 2009 году
- Остановочный пункт «Лаагри»